# 아센스시

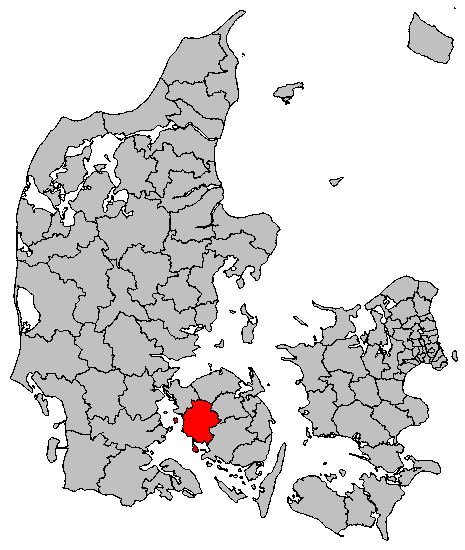
아센스시의 위치

아센스시(덴마크어: Assens Kommune)는 덴마크 남덴마크 지역에 위치한 지방 자치체로 행정 중심지는 아센스이며 면적은 513km2, 인구는 41,443명(2012년 기준), 인구 밀도는 80.79명/km2이다. 퓐섬 서부 연안에 위치한다.